# ジョニー・B.グッド
「ジョニー・B.グッド」（Johnny B. Goode）は、1958年にシングルとして発売されたチャック・ベリーの楽曲。

## 概要

### 「スタンダード・ナンバー」
ロックンロールのスタンダード・ナンバーの一つとして知られる。ビルボード誌では、Hot 100で最高8位、R&Bシングル・チャートで最高2位を記録した。1958年ビルボード誌の年間ランキングでは、第60位。
『ローリング・ストーン（Rolling Stone）』誌が選んだ「ローリング・ストーンの選ぶオールタイム・グレイテスト・ソング500」と「オールタイム・グレイテスト・ギター・ソングス100」に於いて、それぞれ7位と1位にランクイン。

### カヴァー
その特徴的なイントロは、他の曲に引用されることも多い（ただし、チャック・ベリー・リフはこの曲が最初ではない）。また、ビートルズ、ザ・ビーチ・ボーイズ、エルヴィス・プレスリー、エアロスミス、AC/DC、ジミ・ヘンドリックス、ジョニー・ウィンター、ジューダス・プリースト、キャロル、セックス・ピストルズ、プリンス、グリーン・デイ、The Routers、西城秀樹、チューリップ、布袋寅泰、桑田佳祐など、世界中のミュージシャンによってカバーされている。また、ローリング・ストーンズのように、この曲自体ではなく、アンサー・ソングとも言うべき「Bye Bye Johnny」をカバーするという例もある。

## エピソード
映画『バック・トゥ・ザ・フューチャー』（1985年）において、1955年にタイムスリップした主人公のマーティ・マクフライが、指を負傷したマーヴィン・ベリーというギタリストの代理としてダンスパーティのバンドでギターを演奏し、アンコールでこの曲を演奏するシーンがある。映画の設定上ではマーヴィンはチャックの従兄弟であり、主人公の演奏中に「新しい音楽を探していた」というチャックに電話をかけ、受話器越しに演奏を聴かせている。つまりチャック・ベリーは、未来からやってきたマーティの演奏を聴いてこの曲を着想した、というタイム・パラドックスになっている。
この曲のオリジナル演奏は、宇宙船ボイジャー1号・2号に搭載された「地球の音（The Sounds of Earth）」という地球外知的生命体へ向けたメッセージレコードにロックの代表曲として録音されている。
日本人の初期のカバーとしては1966年6月に発売された、ザ・スパイダースによる洋楽のカバー・アルバム『アルバム NO.2』に収録されている。なお、ザ・スパイダースはチャックではなく「ビーチ・ボーイズ・コンサート」のビーチ・ボーイズのカバーを参考にした。
日本でこの曲が知られるようになったのは、矢沢永吉らが在籍したロックバンド・キャロルが、1973年3月25日に発売したファーストアルバム『ルイジアンナ』に本楽曲を収録し、ライブで盛んに演奏したことが理由である。この曲は当時日本ではまだ知られておらず、ライブでこの曲を演奏すると、キャロルのオリジナル曲と思った人が多かったという。
ジョニー大倉は、この曲のタイトルから"ジョニー"のステージネームを着想している。しかし、同じくジョニー大倉が名づけたキャロルというバンド名は「クリスマス・キャロル」からでチャック・ベリーの曲名とは無関係である。
日本では1995年にフジテレビ系列で放送された世にも奇妙な物語の作品の一つである「トイレの落書き」という話でイントロ部分が使用された。